# Mierchamps
Mierchamps est un hameau de la ville belge de La Roche-en-Ardenne située en Région wallonne dans la province de Luxembourg.
Avant la fusion des communes de 1977, Mierchamps faisait partie de la commune de Beausaint.

## Situation
Ce hameau ardennais se situe sur un plateau herbager situé au sud-est de la vallée boisée et encaissée du Bronze.
La Roche-en-Ardenne se trouve à 10 km au nord-est.

## Description et patrimoine
Mierchamps est un hameau rural concentré autour de sa chapelle dédiée à Saint Lambert. Cet édifice de style néo-gothique a été construit en 1864 en moellons de grès et en pierre de taille pour les encadrements des fenêtres.
Le hameau possède plusieurs fermes (dont certaines sont encore en activité) et fermettes bâties en moellons de grès ou de schiste et aux encadrements des portes et fenêtres en brique.
Un cimetière franc a été découvert en sein du village.

## Activités
Mierchamps compte des gîtes ruraux.
Au sud du hameau, au confluent de plusieurs petits ruisseaux, se trouve une fromagerie (fromages de chèvre).